# تیم ملی فوتبال زنان امارات متحده عربی
تیم ملی فوتبال زنان امارات متحده عربی (به انگلیسی: United Arab Emirates women's national football team) نماینده فوتبال زنان این کشور در رده ملی است و تحت نظارت فدراسیون فوتبال امارات متحده عربی قرار دارد.